# Canton de Berlaimont
Le canton de Berlaimont est une ancienne division administrative française, située dans le département du Nord et la région Nord-Pas-de-Calais.
À la suite du redécoupage cantonal de 2014, le canton est supprimé.

## Composition
Le canton de Berlaimont regroupait les communes suivantes :
| Nom                    | Code Insee | Codepostal | Superficie (km2) | Population (dernière pop. légale) | Densité (hab./km2) |
| ---------------------- | ---------- | ---------- | ---------------- | --------------------------------- | ------------------ |
| Berlaimont (chef-lieu) | 59068      | 59145      | 13,10            | 3 146 (2012)                      | 240                |
| Aulnoye-Aymeries       | 59033      | 59620      | 8,66             | 8 754 (2012)                      | 1 011              |
| Bachant                | 59041      | 59138      | 9,37             | 2 392 (2012)                      | 255                |
| Écuélin                | 59188      | 59620      | 3,40             | 126 (2012)                        | 37                 |
| Hargnies               | 59283      | 59138      | 5,14             | 590 (2012)                        | 115                |
| Leval                  | 59344      | 59620      | 5,89             | 2 433 (2012)                      | 413                |
| Monceau-Saint-Waast    | 59406      | 59620      | 5,93             | 516 (2012)                        | 87                 |
| Noyelles-sur-Sambre    | 59439      | 59550      | 6,49             | 304 (2012)                        | 47                 |
| Pont-sur-Sambre        | 59467      | 59138      | 11,33            | 2 519 (2012)                      | 222                |
| Saint-Remy-Chaussée    | 59542      | 59620      | 5,17             | 518 (2012)                        | 100                |
| Sassegnies             | 59556      | 59145      | 4,15             | 273 (2012)                        | 66                 |
| Vieux-Mesnil           | 59617      | 59138      | 5,95             | 592 (2012)                        | 99                 |

## Représentation
| Date d'élection       | Identité                    | Parti               | Qualité |
| --------------------- | --------------------------- | ------------------- | --- |
| 1833-1836             | Jean Baptist Culhat         |                     | Sous-Préfet d'Avesnes (1830-1831), Maire d' Avesnes (1828-1830) |
| 1836-1840             | Constant George             |                     | Propriétaire, juge de paix, maire d'Avesnes (1860-1865) |
| 1840-1848             | Désiré Hannoye              | Centre              | Avocat, Député du Nord à l'Assemblée nationale constituante (1848-1849), Maire d' Avesnes (1848)                                                                       |
| 1848-1871             | Eugène Paul                 |                     | Procureur général à Nîmes puis Avocat général près la Cour Impériale, Douai                                                                                            |
| 1871-1880             | Jules Emond                 | Droite              | Notaire à Berlaimont |
| 1880-1908 (démission) | Évrard Éliez-Évrard         | Gauche démocratique | Sénateur du Nord (1906-1908), Député de la 3e circonscription d'Avesnes (1889-1906), Président du Conseil général du Nord (1904-1908), Maire de Berlaimont (1878-1908) |
| 1908-1919             | Adrien Cathelotte           | SFIO                | Docteur en médecine à Berlaimont |
| 1919-1921 (décès)     | Alfred Bisiaux              | Rad.                | Maire de Noyelles-sur-Sambre |
| 1921-1931             | Charles Daniel-Vincent      | Rad.                | Enseignant Député (1910-1927) Sénateur (1927-1941) Sous-secrétaire d'État puis Ministre (1917 à 1926) Maire du Quesnoy (1919-1940)                                     |
| 1931-1940             | Paul Stiévenart (1882-1963) | PC-SFIC             | Employé des chemins de fer Maire d'Aulnoye-Aymeries (1935-1940), révoqué en 1940 (décrets Daladier)                                                                    |
|                       |                             |                     | |
| 1943-1945             | Gaston Altide (1890-1969)   |                     | Grossiste en fruits et légumes Maire de Bachant Nommé conseiller départemental en 1943                                                                                 |
|                       |                             |                     | |
| 1945-1958             | Paul Stiévenart             | PCF                 | Maire d'Aulnoye-Aymeries (1953-1963) |
| 1958-1994             | Pierre Briatte              | PCF                 | Instituteur Maire d'Aulnoye-Aymeries (1963-1995) |
| 1994-2001             | Christian Decavel           | DVD                 | Médecin Maire de Berlaimont (1971-2003) |
| 2001-2015             | Bernard Baudoux             | PCF                 | Cadre Maire d'Aulnoye-Aymeries depuis 1995 Vice-Président du Conseil Général Elu en 2015 dans le Canton d'Aulnoye-Aymeries                                             |

### Conseillers d'arrondissement de 1833 à 1940
| Période       | Période      | Identité                      | Étiquette                  | Qualité |
| ------------- | ------------ | ----------------------------- | -------------------------- | --- |
| 1833          | 1845         | Adrien Romain Mary            |                            | Propriétaire, maire d'Aymeries                                                                              |
| 1845          | 1848         | Aimé Deroisin (1800-1866)     |                            | Propriétaire cultivateur, maire de Boussières-sur-Sambre                                                    |
|               |              |                               |                            | |
| 1871          | 1885 (décès) | Amand Eliez                   |                            | Ancien notaire, rentier à Berlaimont                                                                        |
| 12 juil. 1885 |              |                               |                            | |
|               |              |                               |                            | |
| 1895          | 1908 (décès) | Léon Banteignie (1836-1908)   | Républicain Opportuniste   | Médecin à Berlaimont                                                                                        |
| 1908          | 1919         | Louis Massot                  | Républicain                | Pharmacien, adjoint au maire de Berlaimont                                                                  |
| 1919          | 1925         | Georges Sépulchre (1873-1928) | Radical                    | Industriel, ingénieur des Arts et Manufactures, maire de Berlaimont                                         |
| 1925          | 1928 (décès) | Louis Guersant (1885-1928)    | Radical                    | Médecin, maire d'Aulnoye                                                                                    |
| mars 1928     | 1931 (décès) | Avit Demarcq (1879-1931)      | Concentration républicaine | Industriel, maire de Pont-sur-Sambre (1925-1931)                                                            |
| 1931          | 1937         | M. Louvrier                   | FR                         | Médecin à Aulnoye                                                                                           |
| 1937          | 1939         | Alexandre Denoyelle           | PC-SFIC                    | Cheminot à Berlaimont Démis de son mandat en septembre 1939                                                 |
| 1939          | 1940         | siège vacant                  |                            | |
| 1940          |              |                               |                            | Les conseils d'arrondissement ont été suspendus par la loi du 12 octobre 1940 et n'ont jamais été réactivés |

## Démographie
| 1962   | 1968   | 1975   | 1982   | 1990   | 1999   | 2006   | 2011   | 2012   |
| ------ | ------ | ------ | ------ | ------ | ------ | ------ | ------ | ------ |
| 23 098 | 23 707 | 24 262 | 23 961 | 23 526 | 22 427 | 22 133 | 22 063 | 22 163 |

### Pyramide des âges
Comparaison des pyramides des âges du Canton de Berlaimont et du département du Nord en 2006
| Hommes | Classe d’âge   | Femmes |
| ------ | -------------- | ------ |
| 0,3    | 90 ans et plus | 0,8    |
| 6,1    | 75 à 89 ans    | 10     |
| 11,9   | 60 à 74 ans    | 13,4   |
| 21,7   | 45 à 59 ans    | 20,3   |
| 20,2   | 30 à 44 ans    | 18,8   |
| 19,3   | 15 à 29 ans    | 18,8   |
| 20,5   | 0 à 14 ans     | 18     |

| Hommes | Classe d’âge   | Femmes |
| ------ | -------------- | ------ |
| 0,2    | 90 ans et plus | 0,8    |
| 4,3    | 75 à 89 ans    | 7,9    |
| 10,3   | 60 à 74 ans    | 11,9   |
| 19,7   | 45 à 59 ans    | 19,4   |
| 21,1   | 30 à 44 ans    | 20,1   |
| 22,6   | 15 à 29 ans    | 21     |
| 21,6   | 0 à 14 ans     | 19     |